# Damian Stępień
Damian Stępień (ur. 12 kwietnia 1994) – polski judoka.
Zawodnik klubów: UMKS Żak Kielce (2009-2014) i AZS UW Warszawa (od 2015). Złoty medalista zawodów pucharu świata 2020 w Warszawie. Trzykrotny mistrz Polski seniorów (2013 w kat. do 73 kg, 2018 i 2019 w kat. do 81 kg) oraz srebrny (2014 w kat. do 73 kg) i brązowy (2017 w kat. do 81 kg) medalista mistrzostw Polski seniorów. Ponadto m.in. młodzieżowy mistrz Polski 2016 i mistrz Polski juniorów 2014. Uczestnik młodzieżowych mistrzostw Europy (2014, 2015, 2016), mistrzostw świata juniorów (2013, 2014 - 7. miejsce) i mistrzostw Europy juniorów 2014 (7. miejsce). 